# San Paolo alla Colonna
San Paolo alla Colonna, även benämnd San Paolo Decollato, var en kyrkobyggnad i Rom, helgad åt den helige Paulus. Kyrkan var belägen på resterna av Marcus Aurelius tempel vid Piazza Colonna (”Platea Columna”) i Rione Colonna.
Tillnamnet ”Colonna” anger att kyrkan var belägen vid Marcus Aurelius-kolonnen. Tillnamnet ”Decollato” avser den halshuggne Paulus, det vill säga att kyrkan särskilt var helgad åt aposteln Paulus martyrium.

## Kyrkans historia
Kyrkan med tillhörande kloster uppfördes år 1596 vid Marcus Aurelius-kolonnen på initiativ av Barnabitfäderna (Den helige Paulus regularklerker). Adelsdamen Claudia Rangoni (1537–1593) hade donerat medel till Barnabitfäderna, vilket möjliggjorde uppförandet av en kyrkobyggnad. År 1589 hade påve Sixtus V låtit uppställa en staty föreställande aposteln Paulus längst upp på Marcus Aurelius-kolonnen. (Statyn är ett verk av Leonardo Sormani och Tommaso della Porta.)
Den första kyrkan på platsen var tämligen enkelt utformad. År 1597 drabbades kyrkan av en eldsvåda, men den kom att restaureras tämligen omgående på bekostnad av kardinal Pietro Aldobrandini. I början av 1600-talet grundades i kyrkan ett sällskap av advokater, vilka utan kostnad företrädde fattiga, föräldralösa barn och änkor. Påve Paulus V upphöjde år 1616 sällskapet till confraternita, det vill säga, brödraskap, med titeln Immacolata Concezione e Sant'Ivo. Året därpå, år 1617, förstördes kyrkan i en eldsvåda, men den kom att återuppbyggas.
Den nya kyrkan var större och hyste fler altaren än den gamla. Förutom högaltaret, som pryddes av målningen Den helige Paulus upptas i den tredje himlen av Baldassarre Croce samt sidomålningarna föreställande den helige Nikolaus och den heliga Cecilia, fanns det fyra sidoaltaren; dessa var invigda åt Madonnan, den helige Josef, den helige Carlo Borromeo samt Kristi lidande. Bland kyrkans övriga målningar återfanns Den helige Paulus i fängelset av Terenzio Terenzi, Den helige Paulus predikan av Giovanni Baglione samt Den helige Paulus martyrium av Girolamo Massei. Ovanför sakristian fanns ett oratorium, där Confraternita dell'Immacolata Concezione e Sant'Ivo höll sina sammankomster.
Kyrkan revs år 1659 under påve Alexander VII:s pontifikat (1655–1667) för att sanera och utvidga Piazza Colonna. Barnabiterna flyttade då till kyrkan San Biagio dell'Anello.

## Bilder
| - San Paolo alla Colonna på Giovanni Maggis vy över Rom från år 1625. - Staty föreställande aposteln Paulus, vilken kröner Marcus Aurelius-kolonnen. |